# Coalició Aliança Popular-Partit Demòcrata Popular-Unió Liberal-Unió Valenciana
Alianza Popular-Partido Demócrata Popular-Unión Liberal-Unió Valenciana va ser una coalició electoral formada pels partits Alianza Popular, Partido Demócrata Popular, Unión Liberal i Unió Valenciana, que es va presentar a les eleccions municipals i Eleccions a les Corts Valencianes de 1983. El seu cap de llista va ser Manuel Giner Miralles.
A les eleccions generals espanyoles de 1986 els mateixos partits es presentarien dins de la Coalició Popular, liderada per Manuel Fraga.